# 聖米格爾德梅賽德斯
聖米格爾德梅賽德斯（西班牙語：San Miguel de Mercedes），是薩爾瓦多的城鎮，位於該國西北部，由查拉特南戈省負責管轄，面積19.61平方公里，海拔高度472米，2007年人口2,487，人口密度每平方公里126.82人。
14°1′N 88°56′W / 14.017°N 88.933°W